# Вижинада
Вижинада (итал. Visinada) је насељено место и седиште општине у Истарској жупанији, Хрватска. До територијалне реорганизације у Хрватској налазила се у саставу бивше велике општине Пореч.

## Становништво
На попису становништва 2011. године, општина Вижинада је имала 1.158 становника, од чега у самој Вижинади 279.

## Попис1991.
На попису становништва 1991. године, насељено место Вижинада је имало 250 становника, следећег националног састава:
| Попис 1991.‍  | Попис 1991.‍  | Попис 1991.‍ | Попис 1991.‍ | Попис 1991.‍ |
| ------------ | ------------ | ----------- | ----------- | ----------- |
|              |              |             |             |             |
| Хрвати       | Хрвати       |             | 110         | 44,00%      |
| Италијани    | Италијани    |             | 25          | 10,00%      |
| Југословени  | Југословени  |             | 8           | 3,20%       |
| Срби         | Срби         |             | 7           | 2,80%       |
| Словаци      | Словаци      |             | 1           | 0,40%       |
| Словенци     | Словенци     |             | 1           | 0,40%       |
| Мађари       | Мађари       |             | 1           | 0,40%       |
| неопредељени | неопредељени |             | 21          | 8,40%       |
| регион. опр. | регион. опр. |             | 72          | 28,80%      |
| непознато    | непознато    |             | 4           | 1,60%       |
| укупно: 250  |              |             |             |             |